# Charlie Chin
Charlie Chin (nacido como Qin Xianglin el 19 de mayo de 1948) es un actor de cine nacido en Nankín, China. 

## Biografía
Se mudó a Hong Kong con su familia a una edad temprana. Con solo 12 años de edad se trasladó a Taiwán para unirse a Fu Xing Ju Xiao, una escuela de ópera de Pekín. A la edad de 20 años regresó a Hong Kong para unirse a la compañía Guo Tai Movie Inc. Su debut cinematográfico se produjo en la película Xia Ri Chu Lian (El primer amor en verano). El cuarteto conformado por Chin, Brigitte Lin, Joan Lin y Chin Han se hizo conocido como "Two Lins, Two Chins", y se convirtió en icono de las películas románticas de la década de 1970 en China.
Los nombres se convirtieron en una garantía de éxito de taquilla, por lo que Charlie estuvo constantemente emparejado con uno de los '2 Lins'. Charlie ganó dos premios Golden Horse. Charlie se retiró de la actuación y comenzó a trabajar en el sector inmobiliario. Vive en California con su esposa y 2 hijos.